# Teodoro Sampaio (São Paulo)
Teodoro Sampaio est une municipalité brésilienne de l'État de São Paulo et la Microrégion de Presidente Prudente.